# Blomac
Blomac is een gemeente in het Franse departement Aude (regio Occitanie) en telt 200 inwoners (1999). De plaats maakt deel uit van het arrondissement Carcassonne.
Het kasteel van Blomac is tegenwoordig in gebruik als chambre d'hotes. Het kasteel is weer in oude luister hersteld. Het omliggende park van 5 hectare is door een Nederlandse land- en tuinbouwschool geadopteerd.

## Geografie
De oppervlakte van Blomac bedraagt 8,5 km², de bevolkingsdichtheid is 23,5 inwoners per km².

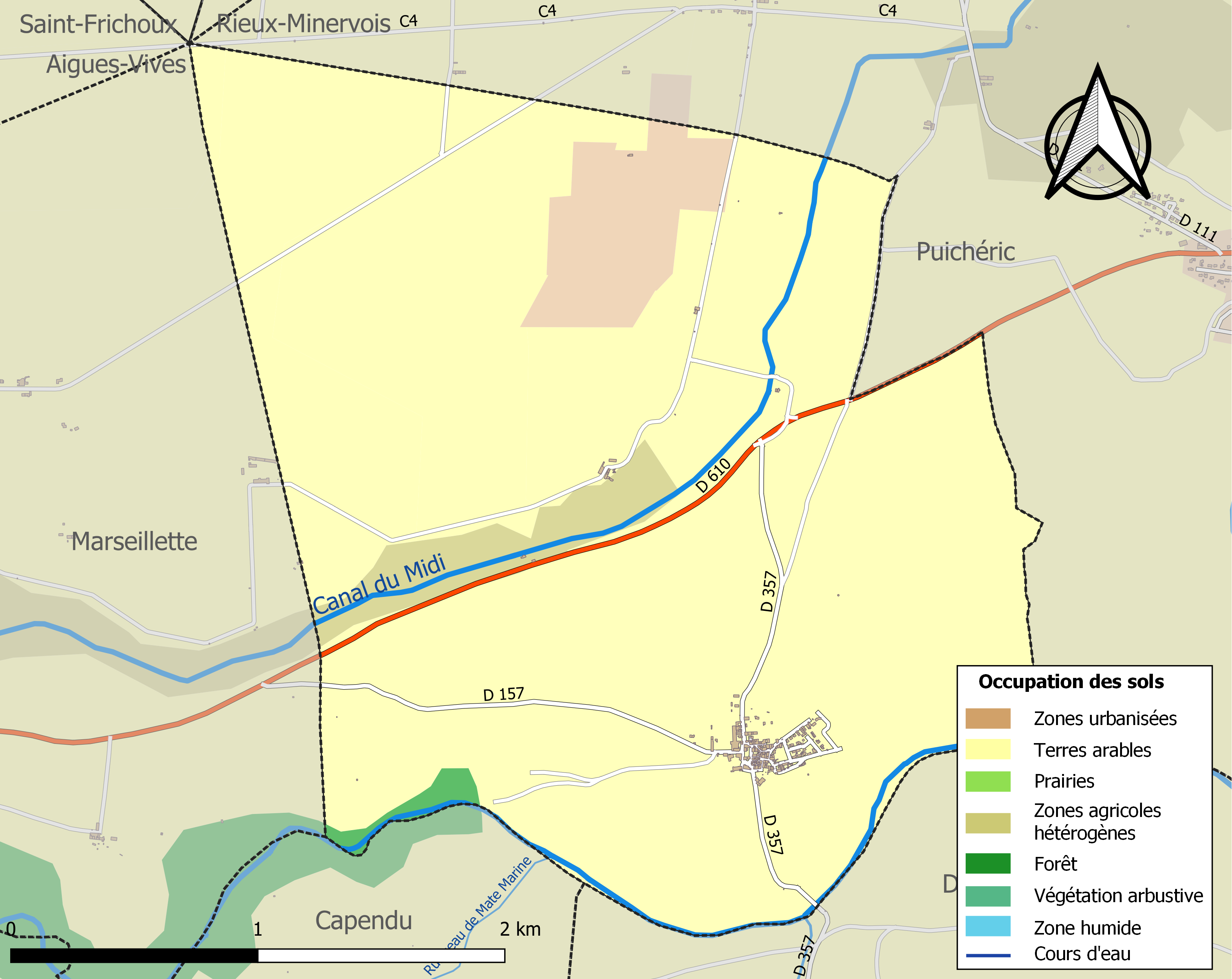
Kaart van de gemeente met de belangrijkste infrastructuur, bodemgebruik en omliggende gemeenten

## Demografie
Onderstaande figuur toont het verloop van het inwonertal (bron: INSEE-tellingen).

Vanwege een beveiligingsprobleem met de MediaWiki Graph-software is het momenteel niet mogelijk deze grafiek weer te geven. Zodra de software is bijgewerkt zal de grafiek vanzelf weer zichtbaar worden.